# 3322 Lidiya
Lidiya (asteróide 3322) é um asteróide da cintura principal, a 1,8782002 UA. Possui uma excentricidade de 0,2151592 e um período orbital de 1 352,17 dias (3,7 anos).
Lidiya tem uma velocidade orbital média de 19,25362854 km/s e uma inclinação de 23,47492º.
Este asteróide foi descoberto em 1 de Dezembro de 1975 por Tamara Smirnova.